# Puna subterranea
Puna subterranea là một loài thực vật có hoa trong họ Cactaceae. Loài này được (R.E. Fr.) R. Kiesling miêu tả khoa học đầu tiên năm 1982.